# Thomisus beautifularis
Thomisus beautifularis är en spindelart som beskrevs av C.C. Basu 1965. Thomisus beautifularis ingår i släktet Thomisus och familjen krabbspindlar. Inga underarter finns listade i Catalogue of Life.